# Lieberhausen

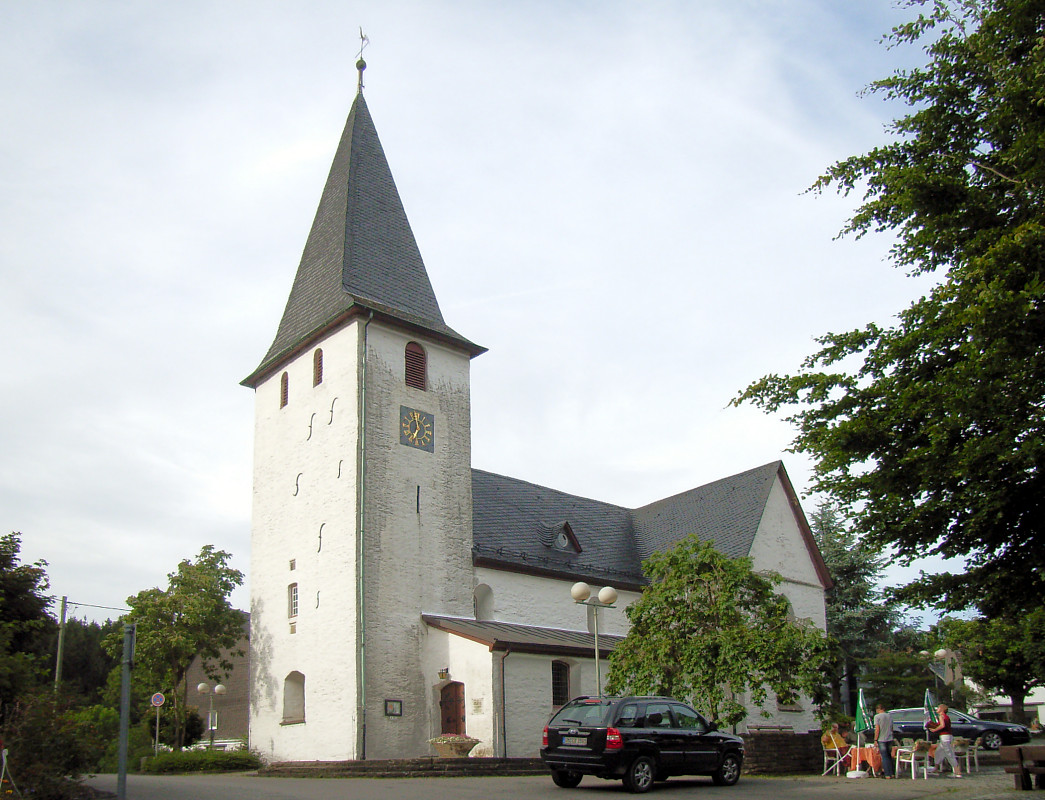
Die „Bunte Kerke“ im Ortskern von Lieberhausen

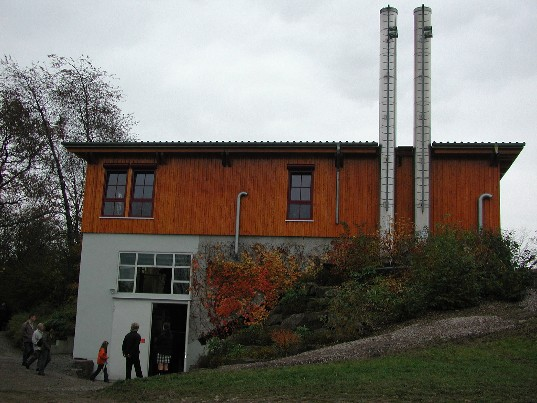
Das Holzheizwerk oberhalb von Lieberhausen

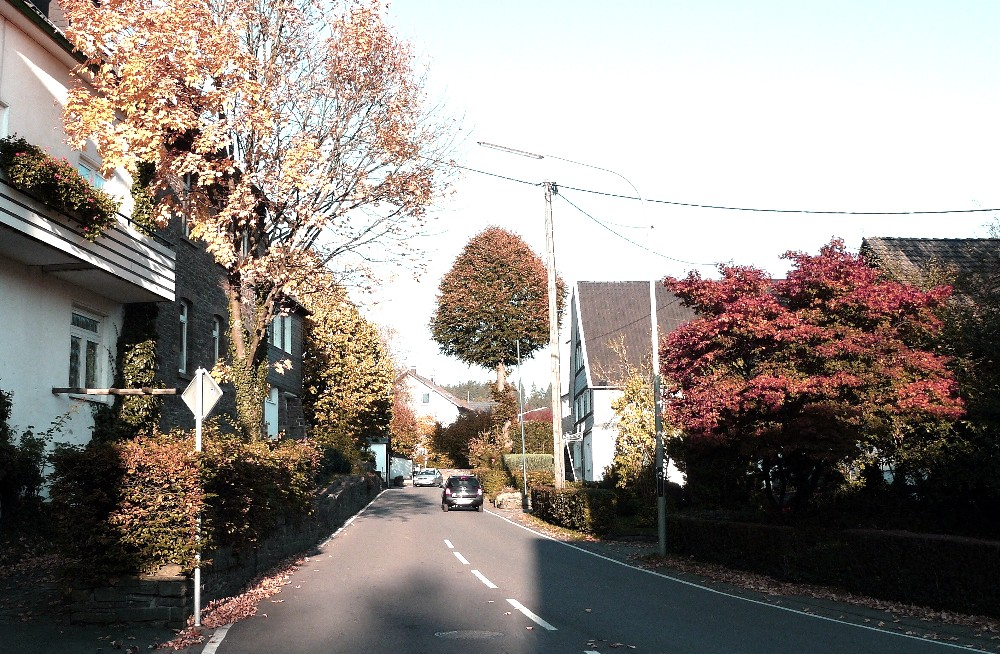
Ein Blick auf die Hauptstrasse durch Lieberhausen

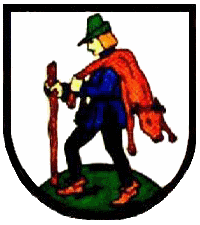
Wappen von Lieberhausen

Lieberhausen ist ein Ortsteil von Gummersbach im Oberbergischen Kreis im Süden von Nordrhein-Westfalen.

## Geographie
Die Ortschaft liegt gut neun Kilometer nordöstlich Gummersbachs, etwas näher befinden sich die Nachbarstädte Meinerzhagen im Norden und Bergneustadt im Süden. Benachbarte Gummersbacher Ortsteile sind Drieberhausen im Norden, Wörde im Osten und Koverstein im Westen.

## Geschichte
Lieberhausen ist ein altes Kirchdorf, das jahrhundertelang Hauptort der gleichnamigen Bauerschaft und bis zur Eingemeindung nach Gummersbach 1969 eine eigenständige Gemeinde war.
1033/1050 wurde der Ort erstmals urkundlich erwähnt, als „der Edle Gerolf dem Kloster Werden seinen Hof zu Liefburgahuson mit Kapelle, anderen Besitzungen und 73 Hörigen“ übertrug. Der Standort der genannten Kapelle – wohl ein bescheidener hölzerner Vorgängerbau der heutigen Basilika – ist nicht mehr feststellbar.
Um 1300 gilt die Kirche als der Mutterkirche St. Severin in Gummersbach unterstellt, aber schon im Laufe des genannten Jahrhunderts wird sie selbständige Pfarrkirche.
Das Kirchspiel Lieberhausen wurde in den Jahren 1634 bis 1636 besonders hart von der Pest betroffen: In allen 21 Dörfern zusammen überlebten insgesamt lediglich 30 Erwachsene die Seuche. 1776 und 1854 wurde der Ort von Brandkatastrophen heimgesucht, wobei außer der Kirche jeweils nur sehr wenige Gebäude verschont blieben.
1806 wurden unter napoleonischer Regie die Bauerschaften Lieberhausen und Wiedenest mit Neustadt zu einer Mairie zusammengefasst. Diese Verwaltungseinheit blieb auch nach dem Wiener Kongress noch bis 1858 bestehen, als sich Lieberhausen und Wiedenest von Bergneustadt trennten und die Bürgermeisterei Bergneustadt-Land bildeten. Kurioserweise existierte zwar nur ein Bürgermeister (Sitz in Lieberhausen) und nur eine Gemeindekasse (verwahrt in Wiedenest), jedoch waren der Gemeinderat, der Gemeindevorstand und das Standesamt doppelt vorhanden, und jede (Teil-)Gemeinde verfügte über weitestgehende Selbständigkeit.
| Jahr | Einwohner | Jahr | Einwohner |
| ---- | --------- | ---- | --------- |
| 1811 | 107       | 1817 | 112       |
| 1843 | 208       | 1861 | 222       |
| 1910 | 180       | 1920 | 158       |

Dem Anwachsen der Einwohnerzahlen in der ersten Hälfte des 19. Jahrhunderts steht auffallend deren Niedergang in seiner zweiten Hälfte gegenüber, welcher sich bis weit ins 20. Jahrhundert fortsetzte. Scheinbar widersinnige Ursache hierfür war der deutschlandweite Aufschwung durch die Industrielle Revolution: Wegen der Ertragsarmut des heimischen Bodens suchten viele junge Leute auf der Landflucht ihr Fortkommen in den aufblühenden Städten im Aggertal oder im Rheinland.
Am 1. Januar 1929 legte der preußische Staatsminister die beiden Gemeinden zu einer einzigen Gemeinde Lieberhausen zusammen. 1935 erhielt diese ihr Wappen mit der Sagenfigur des „Hick von Lieberhausen“. Im Rahmen der Gemeindeneuordnung im Oberbergischen Kreis wurde die Gemeinde Lieberhausen am 1. Juli 1969 aufgelöst, wobei der Lieberhausener Teil (ohne Rosenthal, Rosenthalseifen, Niederrengse und Bösinghausen; alle zu Bergneustadt) Gummersbach, der Wiedenester Teil Bergneustadt zugeschlagen wurde. Auch die neue Gemeinde Reichshof erhielt Gebietsteile.

## Wirtschaft und Industrie
Die Energiegenossenschaft Lieberhausen eG ist Träger des am Ortsrand errichteten Holzheizwerks Lieberhausen, von dem der gesamte Ort mit Heizwärme versorgt wird.

## Freizeit
Das Ferien-Zentrum Lieberhausen („Käte-Strobel-Haus“ der NaturFreunde), ein Stück weit nördlich des Ortsteils Oberrengse gelegen, bietet besonders Familien Urlaubsmöglichkeiten.

### Sehenswürdigkeiten
- Lieberhausen wurde im Wettbewerb „Unser Dorf soll schöner werden“ 1975 sowie 1977 ausgezeichnet und erhielt 1979 sogar die Silbermedaille auf Bundesebene. Unter dem geänderten Motto „Unser Dorf hat Zukunft“ erreichte Lieberhausen 2009 Gold auf Landesebene und vertrat im Jahr 2010 das Land NRW somit im Bundeswettbewerb. Hierbei konnte schließlich die Silbermedaille gewonnen werden.
- Hauptattraktion ist die „Bunte Kerke“, deren mittelalterliche Wandmalereien einer ganzen Gruppe ähnlich ausgestatteter Dorfkirchen der Region ihren Namen verliehen. In Lieberhausen ist dies die Evangelische Kirche.
- Beim „Lieberhäuser Eierkuchen“ handelt es sich um eine überregional bekannte kulinarische Spezialität – das pikant oder süß zubereitete Pfannengericht ist fast 20 cm hoch.

### Wandern und Radwege
Ab dem Wanderparkplatz Lieberhausen werden vom SGV die Wanderwege A2 (8,2 km), A3 (2,2 km) und A5 (5,4 km) angeboten.
Die Hauptwanderstrecke HW 19 des SGV (Schlösserweg), gekennzeichnet mit Andreaskreuz (X), durchläuft den Ort. Er kommt aus Norden von Meinerzhagen und führt weiter in Richtung Wiedenest sowie Eckenhagen.

### Vereinswesen
- Fanfarenzug Lieberhausen 1958 e. V.
- Freiwillige Feuerwehr Gummersbach, Löschgruppe Homert (entstanden aus den Löschgruppen Lieberhausen und Piene)
- Hovawart-Übungsgruppe Gummersbach e. V. im Rassezuchtverein für Hovawart-Hunde im Verband für das Deutsche Hundewesen (VDH)
- Schützenverein Lieberhausen 1732 e. V.
- Familien-Ferien-Zentrum Lieberhausen e. V. (Betreiber des Ferien-Zentrums)

## Kirchliche Einrichtungen
- Ev. Kirchengemeinde Lieberhausen

## Verkehr
Die Haltestelle von Lieberhausen wird über die Buslinie 318 (Gummersbach – (Niedernhagen –) Lieberhausen / Piene / Pernze) angeschlossen.